# Marzan
Marzan is een gemeente in het Franse departement Morbihan (regio Bretagne). De plaats maakt deel uit van het arrondissement Vannes. Marzan telde op 1 januari 2022 2.611 inwoners.

## Geografie
De oppervlakte van Marzan bedroeg op 1 januari 2022 33,84 vierkante kilometer; de bevolkingsdichtheid was toen 77,2 inwoners per km².

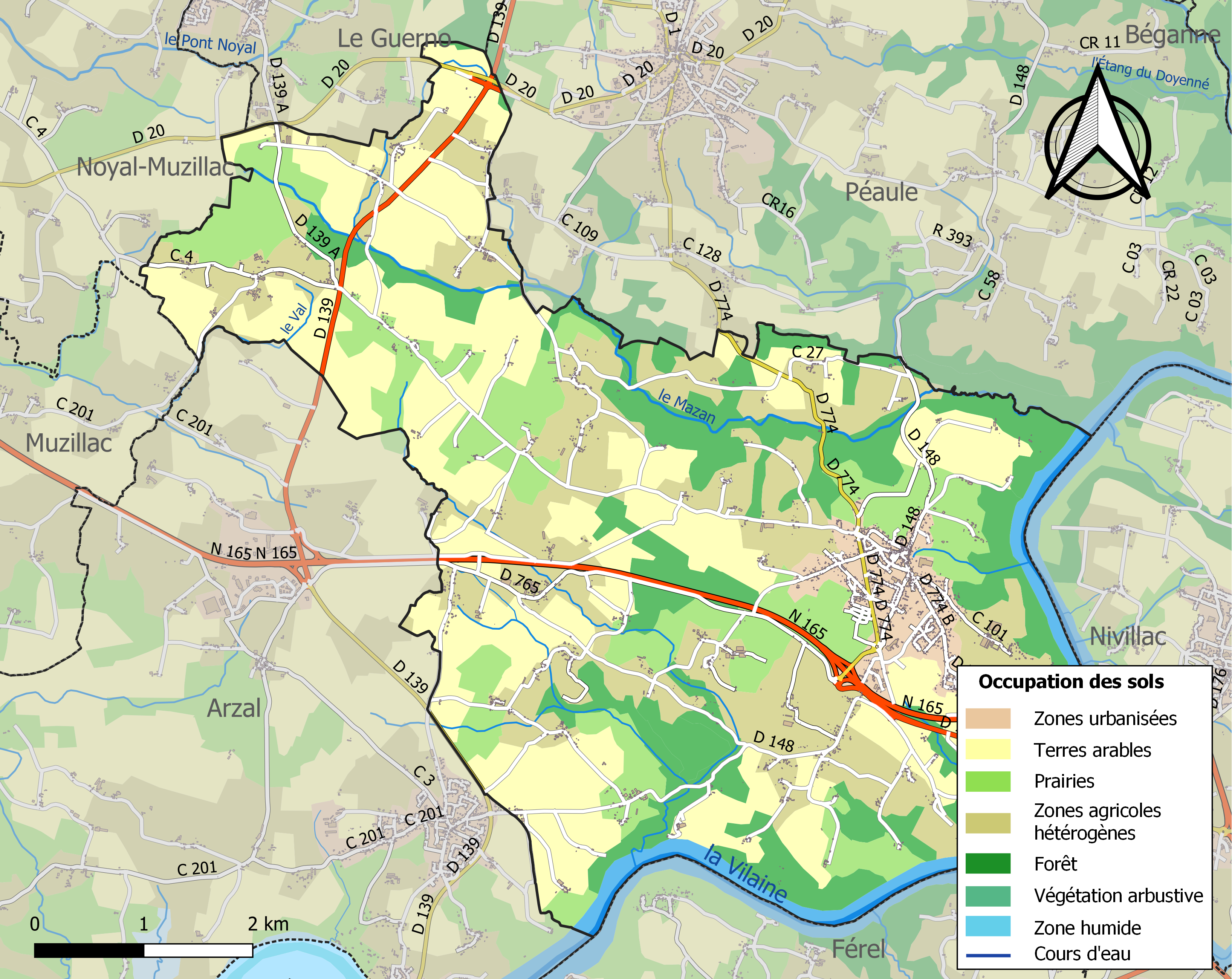
Kaart van de gemeente met de belangrijkste infrastructuur, bodemgebruik en omliggende gemeenten

## Demografie
Onderstaande figuur toont het verloop van het inwonertal, bron: INSEE-tellingen. 